# استات مس (II)
استات مس(II) (به انگلیسی: Copper(II) acetate) با فرمول شیمیایی Cu(CH۳COO)۲ یک ترکیب شیمیایی با شناسه پاب‌کم ۸۸۹۵ است؛ که جرم مولی آن 181.63 g/mol (anhydrous)
199.65 g/mol (monohydrate) می‌باشد. شکل ظاهری این ترکیب، بلورهای جامد سبز تیره است.